# Andreas Allescher
Andreas Allescher (Monaco di Baviera, 6 giugno 1828 – Monaco di Baviera, 10 aprile 1903) è stato un micologo tedesco.

## Biografia
Dopo la formazione al seminario di Frisinga, trascorse diversi anni a insegnare a Haag an der Amper, a Monaco e Engedey (vicino a Berchtesgaden). Nel 1862 tornò a Monaco, dove trascorse molti anni come insegnante.

## Opere principali
- Verzeichnis in Südbayern beobachteter Basidiomyceten, 1884.
- Verzeichnis in Süd-Bayern beobachteter Pilze. Ein Beitrag zur Kenntnis der bayerischen Pilz-flora, (5 volumi, 1885–97).
- Die Pilze : Deutschlands, Oesterreichs und der Schweiz. Abtheilung 6. Fungi imperfecti : Hyalin-sporige Sphaerioideen, 1901.
- Die Pilze : Deutschlands, Oesterreichs un der Schweiz / VII. Abtheilung, Fungi imperfecti: Gefarbt-sporige Sphaerioideen, sowie Nectrioideen, Leptostromaceen, Excipulaceen und Familien der Ordnung der Melanconieen, 1903.[2]